# Igoufaf
Igoufaf (Igufaf en kabyle) est un village kabyle de la commune algérienne d'Aït Yahia dans la wilaya de Tizi-Ouzou en Algérie.

## Géographie

### Localisation
Le village d'Igoufaf est délimité :
- au nord et à l'est, par les villages d'At Saḥnun, d'At Sidi Ɛmar, d'Ummaden, d'Iger n Yedmimen, de Swamaɛ, de Bu Bu Ɛetba et par la commune de Lɛarc At Bu Cɛayeb (Aït Bou Chaïeb) devenue commune de Souamâa (Ṣṣwameɛ) ;
- au nord-est, par la commune d'At Xlili (Aït-Khellili) ;
- au sud, par le village de Taqa ;
- à l'ouest par les villages d'At Si Ɛmar (Ait Si Amara) et d'At Ḥmed (Ait Ahmed).

### Hameaux d'Igufaf
- At Bu Fares
- At Crif
- Targust
- Iḥemmacen
- Iferḥaten
- At wejwadi
- At Brahem
- At dawed
- At Hala
- At Hmaduc
- Tala Bwaâfir
- Igufaf